# Жеребцов, Вячеслав Владимирович
Вячеслав Владимирович Жеребцов (род. 28.09.1947) — советский и российский военачальник, генерал-полковник. Кандидат военных наук, доцент.

## Биография
Родился 28 сентября 1947 года в городе Чита, русский. Образование высшее. Окончил Благовещенское высшее танковое командное училище (1968), Военную академию бронетанковых войск (1979), Военную академию Генерального штаба ВС СССР.

### На военной службе
В 1964 году поступил и в 1968 году окончил Благовещенское высшее танковое командное училище), после чего проходил службу на различных командных и штабных должностях. В 1979 году окончил Военную академию бронетанковых войск. С сентября 1980 года по апрель 1983 года командир 68-го гвардейского танкового Житомирско-Берлинского Краснознамённого орденов Суворова, Кутузова Богдана Хмельницкого и Александра Невского полка (Бернау, ГСВГ). С 1985 по 1986 года командир 21-й мотострелковой Таганрогской Краснознамённой ордена Суворова дивизии (Перлеберг, ГСВГ).

### На высших должностях
По окончании Военной академии Генерального штаба ВС СССР занимал должность командующего 51-й общевойсковой армией Дальневосточного военного округа (сентябрь 1991 — октябрь 1992 годов). Генерал-лейтенант (8.07.1992).
С 1992 года — первый заместитель командующего войсками Забайкальского военного округа.
В период с 1994 по 1997 год — начальник Главного организационно-мобилизационного управления — заместитель начальника Генерального штаба ВС РФ.
В декабре 1994 года являлся официальным представителем Правительства РФ при рассмотрении Государственной Думой Федерального Собрания проекта федерального закона «О внесении изменений и дополнений в отдельные законодательные акты Российской Федерации в связи с принятием Закона Российской Федерации «О статусе военнослужащих».
С 1994 года по 1996 год — начальник Главного организационно-мобилизационного управления Генерального штаба Вооруженных Сил Российской Федерации.
С ноября 1995 года по май 1997 года входил в Совет по делам казачества при Президенте РФ.
25 июня 1996 года после ухода с поста Министра обороны Российской Федерации П. С. Грачёва освобождён от должности и переведен в резерв командования;
В период работы был одним из наиболее активных сторонников призыва студентов на военную службу и продления срока срочной службы до двух лет.
С 1997 года — начальник кафедры оперативного искусства Военной академии Генерального штаба ВС РФ (находился в этой должности в 2002 году).
Женат. Двое детей.

### После окончания военной службы
После увольнения с службы занимался ветеранским движением.

## Награды
Награждён тремя орденами и двадцатью медалями: 
- Орден Красной Звезды
- Орден Красной Звезды
- Орден Мужества
- орден Знак почета
- Медаль «За укрепление боевого содружества»
- Юбилейная медаль «Двадцать лет Победы в Великой Отечественной войне 1941—1945 гг.»
- Юбилейная медаль «300 лет Российскому флоту»
- Медаль «Ветеран Вооружённых Сил СССР»
- Юбилейная медаль «50 лет Вооружённых Сил СССР»
- Юбилейная медаль «60 лет Вооружённых Сил СССР»[3]
- Юбилейная медаль «70 лет Вооружённых Сил СССР»[4]
- Медаль «За безупречную службу» I степени
- Медаль «За безупречную службу» II степени
- Медаль «За безупречную службу» III степени
- Медаль «За ратную доблесть» и др.